# Болеслав II Смелый
Болеслав II Смелый (Болеслав II Щедрый; пол. Bolesław II Śmiały; около 1042 —
2 апреля 1081) — польский князь (1058—1076 годы) и король Польши (1076—1079 годы), представитель династии Пястов.

## Биография
Болеслав II был сыном князя Польши Казимира I Восстановителя и Добронеги (Марии), предположительно дочери Владимира Святославича, великого князя Киевского. Был женат на дочери Святослава Черниговского Вышеславе (1065 год).
Болеслав II возобновил завоевательную политику в духе своего прадеда, Болеслава I Храброго. Князь неоднократно вмешивался во внутренние дела соседних государств: так, в Венгрии он оказывал военную помощь герцогу Беле против короля Эндре I в 1057 году, а позднее, в 1074 году помог Гезе I свергнуть с престола короля Шоломона. Опираясь на союз с Венгрией и Киевской Русью, Болеслав II в 1061 году вмешался в междоусобные войны в Чехии, но потерпел неудачу. В 1068 году «за некие обещания», по словам В. Н. Татищева, оказал помощь Изяславу в восстановлении великого княжения в Киеве. По некоторым данным обещания эти были подкреплены тайным договором с папой римским Григорием VII. Поляки не входили в Киев. Расправился с «обидчиками» Изяслава его сын Мстислав. Когда Изяслав восстановил своё княжение 2 мая 1069 года, он послал поляков по селам для прокормления. Польские войска стали грабить и прибегать к насилию, что вызвало ожесточённое сопротивление и многочисленные жалобы князю. Вскоре Болеславу пришлось увести войско.
Укреплению международного престижа польского государства способствовало также удачное вмешательство Болеслава II в борьбу за инвеституру между правителем Священной Римской империи Генрихом IV и папой Григорием VII. Болеслав II выступил на стороне последнего: в 1072 году он отказался выплачивать дань императору и объявил о независимости Польши, а в 1074 году признал польское государство леном папского престола. Это принесло свои плоды: в 1075 году в Польшу прибыл папский посланник, чтобы окончательно закрепить права Гнезненского архиепископства, а 25 декабря 1076 года Болеслав II был коронован королём Польши.
Таким образом Болеславу II удалось решить две важнейшие задачи, стоявшие перед польским государством со времён смут 1030-х годов: восстановить независимость Польши и вернуть польскому монарху королевский титул.

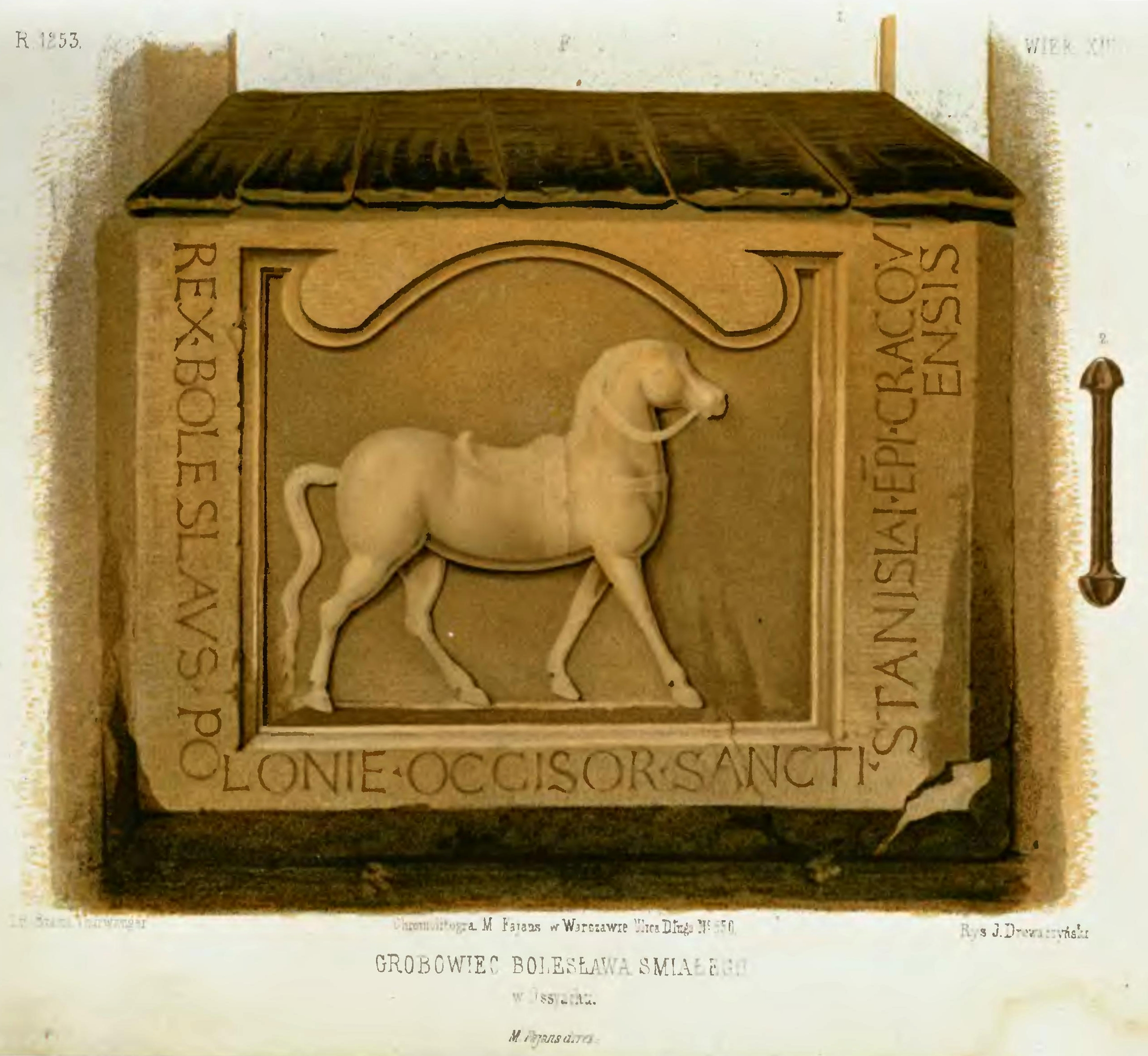
Предполагаемая гробница Болеслава II в аббатстве Оссиах в Каринтии (Австрия)

Однако к концу 1070-х годов обострились внутренние и внешние проблемы польского государства. Попытки Болеслава II вернуть в состав Польши Западное Поморье полностью провалились. В 1077 году, по просьбе папы Римского, Болеслав совершил второй поход на Киев. Город был взят, Изяслав вновь стал киевским князем. Однако как только поляки возвратились домой, Изяслав пришёл на помощь своему брату Всеволоду против племянников и погиб в битве на Нежатиной Ниве (1078 год).
Основную проблему, однако, представляло усиление независимости крупной польской аристократии, которую поддерживали правители Чехии и Священной Римской империи. После казни обвинённого Болеславом II в измене епископа краковского Станислава (11 апреля 1079 года) в стране начался мятеж магнатов. Во главе восстания встал младший брат короля князь Владислав Герман. В 1079 году Болеслав II Смелый был свергнут с трона и изгнан из Польши. Он был вынужден бежать в Венгрию и умер в изгнании спустя два года. Престол занял мятежный брат Болеслава, Владислав I Герман.

## Семья
Жена (с 1067) — Вышеслава.
Ребёнок от этого брака:
- Мешко (1069—1089)

## В искусстве
Ян Матейко в 1877 году создал картину «Святой Станислав обличает Болеслава Смелого», оригинал которой был впоследствии утрачен. В 1892 году художник работал над картиной «Убийство святого Станислава». Полотно осталось незаконченным, но сохранился эскиз.